# 有木林子
有木 林子（ゆうきりんこ、本名:吉国一己、よしくに かずみ）は、日本の作詞家。一時期、「有己林子」と表記していたこともある。

## 来歴
シンガーソングライター・音楽プロデューサーである崎谷健次郎の高校時代からの知人である。作詞の多くが崎谷への提供曲である。

## 提供曲
- 崎谷健次郎

「HALF MOON」「St.ELMOS FIRE〜幻の光〜」「7th.AVE.」「WITH」「THE FLESH」「ラベンダーの中で」「夏の午后」「6月・絵と君と」「水に眠る」「不安定な月」「千の扉」「JewerlyよりもMemory」「I Wanna Dance」「Till The End Of Time」「Black Star」「Close To Me」「風を抱きしめて」「KISS OF LIFE」「原色の花」
- アグネス・チャン

「きよしこの夜」